# Friedrich Paulus
Friedrich Wilhelm Ernst Paulus (Guxhagen, 23 de setembre de 1890 – Dresden, 1 de febrer de 1957), va ser un Mariscal de Camp alemany durant la II Guerra Mundial, famós per la seva rendició a la batalla de Stalingrad.

## Biografia
Fill d'un mestre d'escola, intentà sense èxit ingressar com a cadet a la Kaiserliche Marine, on eren preferits els membres de la noblesa. Comença estudis de lleis a la Universitat de Marburg, que abandonà per a unir-se a l'exèrcit al febrer de 1910. Ingressà a l'11è regiment d'infanteria com a oficial-cadet. Dos anys després, el 4 de juliol de 1912, es casà amb Elena Rosetti-Solescu.
Fins a l'inici de la Primera Guerra Mundial va estar destinat com a tinent de 2a al III Regiment d'Infanteria de Baden. Amb l'esclat de la guerra, va ser nomenat ajudant al III Batalló del Front Occidental, on combaté als Vosges i prop d'Arràs durant la tardor de 1914. Després d'una llarga absència per malaltia, el 1915 va ser assignat al 2n Regiment de Caçadors Prussians, i 2 anys més tard s'uní com a Oficial de Secció al Cos Alpí, servint a Macedònia (avui, Macedònia del Nord), França i Sèrbia.
Ascendit a capità, seguí al Reichswehr després de la guerra. Nomenat ajudant del 14è Regiment d'Infanteria de Konstanz, va ser assignat posteriorment al 13è Regiment d'Infanteria de Stuttgart com a comandant de companyia. Després s'uní al II Grup d'Exèrcits a Kassel i, el 1930, va ser nomenat instructor tàctic de la 5a Divisió d'Infanteria.

### A la Wehrmacht
El 1934 va ser promogut a tinent coronel i comandant de la 3a Secció de Transport Motoritzat. El setembre del 1935 rellevà a Guderian com a cap de secció de les tropes panzer. Considerat un expert en guerra motoritzada, va ser ascendit a Major General i assessor d'instrucció per a les 4 divisions lleugeres el 1939, que comprenien 2 regiments d'infanteria motoritzada, un de reconeixement i un d'artilleria motoritzada. Durant la primera fase de la Campanya de Rússia va ser company del Tinent Coronel Claus von Stauffenberg, qui intentà atreure'l a les seves idees contra Hitler, però sense èxit.
Pocs dies abans de l'inici de la Segona Guerra Mundial va ser nomenat Cap de Secció del 10è Exèrcit alemany, a les ordres del General Walter von Reichenau. Va participar en la invasió de Polònia l'1 de setembre de 1939, i a les Campanyes d'Holanda (a on el 10è Exèrcit passà a denominar-se 6è Exèrcit) i Bèlgica.
Al juny de 1940 va ser ascendit a Tinent General, passant a convertir-se en el Cap d'Estat Major del General Von Reichenau al setembre. Des d'aquesta posició va ser reclamat per Hitler per col·laborar en el disseny de l'Operació Barbarroja, la invasió alemanya de la Unió Soviètica. Aconsellà tallar la retirada a l'Exèrcit Roig, evitant així el seu replegament cap a l'interior. L'objectiu principal de l'operació seria la conquesta de Moscou.

### Al comandament del 6è Exèrcit
Nomenat comandant del 6è Exèrcit al desembre de 1941, gràcies a la recomanació del Mariscal Walter von Reichenau, assumí el comandament del mateix l'1 de gener de 1942 amb rang de general. Va lliurar la seva primera batalla a Dnipropetrovsk, on els soviètics van contenir el seu avanç i veient-se obligat a realitzar retirades tàctiques durant diversos mesos.
El 9 de maig de 1942 va ser atacat a Volchansk per un exèrcit de 640.000 homes al comandament de Semió Timoixenko. Paulus executà una nova retirada en direcció a Khàrkiv, abans de ser rescatat per Edwald von Kleist i el seu 1r Exèrcit Panzer, que atacà el flanc sud de les tropes de Timoixenco.
Paulus llançà un contraatac el 20 de maig de 1942, finalitzant amb tota resistència soviètica abans del començament de juny. Les baixes enemigues ascendien a 240.000 homes, sent condecorat la Creu de Cavaller de la Creu de Ferro.

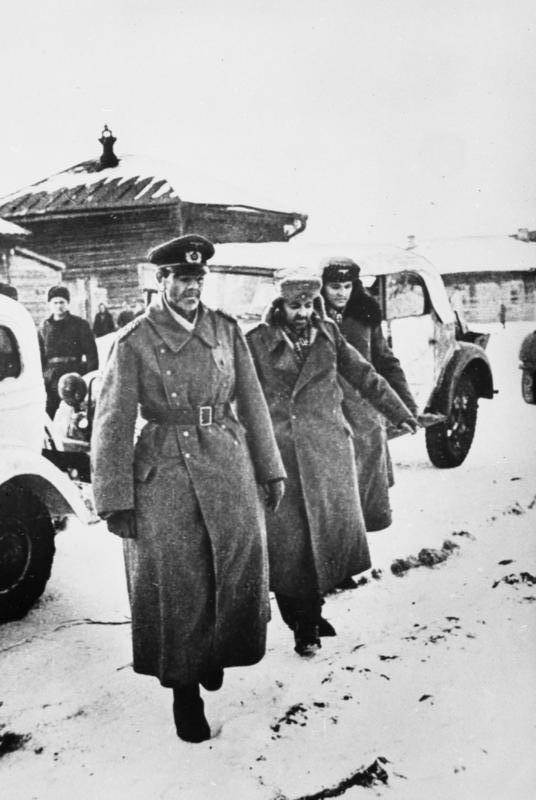
Retrat de Paulus al front soviètic l'any 1943.

### Stalingrad
Durant l'estiu de 1942 avançà cap a Stalingrad, una gran ciutat industrial que s'estenia uns 50 km a la riba oest del Volga. Era un important nus ferroviari al tram Moscou-Mar Negre. No hi havia ponts amb l'altra riba. Estava defesa per uns 400.000 homes, uns 7.000 canons i 500 carros de combat.
El racionament del subministrament de combustible alemanys alentí l'avanç alemany, en detriment del Grup d'Exèrcits A. El 7 de setembre arribava a la ciutat sobre el Volga, detenint-se al davant mentre que esperava el bombardeig de la Luftwaffe.
A l'inici de la batalla de Stalingrad, els progressos alemanys van ser tan notables que aviat Hitler la donà per conquerida. Efectivament, la velocitat amb els alemanys van atacar va sorprendre de tal manera als soviètics que aquests gairebé van perdre el 80% de la ciutat en menys de dues setmanes, restant només les construccions fortificades de la riba del Volga per ser conquerides per obtenir un èxit complet.
La conquesta de la ciutat passà a ser un duel de voluntats entre Hitler i Stalin. El Führer insistí en la importància simbòlica de la ciutat, mentre que Stalin prometé que la ciutat que portava el seu nom es convertiria en la tomba de la Wehrmacht.
La lluita es convertí en una guerra de guerrilles, casa per fàbrica, jugant en aquesta un paper destacat els franctiradors. Entre els soviètics, diversos van passar a la fama, com Vasili Zàitsev, que causà 149 baixes alemanyes.
Les baixes alemanyes per la conquesta de la ciutat van ser terribles, amb companyies que veien reduïdes les seves forces a un 40% dels seus efectius a les poques hores de combat. S'intentà per tots els mitjans capturar els molls de la riba nord del Volga, però l'acció va ser avortada per batallons siberians i coets Katiusha disparats des de la riba est.
A inicis de novembre de 1942, les tropes alemanyes ocupaven prop del 90% de la ciutat. Batallons de tropes siberianes van ser transferides des de Moscou. Aquest reforç va ser significatiu, car aturà les intencions alemanyes de capturar la riba nord del Volga.
A finals de desembre aparegué Vasili Txuikov, qui organitzà una defensa en el que restava de la ciutat, a sang freda i sent totalment implacables. Va obviar entrar en consideracions humanitàries pels patiments de la tropa i dels civils; però amb les seves accions brutals va salvar a Stalingrad de caure en el darrer moment en mans nazis, al vèncer la resistència dels seus enemics. Aquest va ser e moment escollit pels soviètics per llançar l'Operació Urà, un contraatac dirigit contra els flancs de Paulus. Aquests, defensats per tropes hongareses i romaneses, pobrament equipades i sense estar preparades per enfrontar-se amb enemics motoritzats, van cedir davant l'empenta soviètica, quedant cercat en poques hores el 6è Exèrcit a la ciutat.
Hitler no acceptà el suggeriment de Paulus per retirar-se, trencant l'anell que els envoltava, sinó que els ordenà resisitir a qualsevol preu. Un darrer intent d'alliberar-lo per part del Grup d'Exèrcits del Don, sota les ordres del Mariscal Manstein, fracassà.

### El final del 6è Exèrcit
Hitler ascendí Paulus al rang de Mariscal de Camp el 30 de gener de 1943, insinuant-li que mai cap oficial alemany d'aquest rang s'havia rendit a l'enemic. El missatge de Hitler estava ben clar: Paulus s'havia de suïcidar si fracassava.
El panorama que tenien davant seu els 250.000 supervivents a Stalingrad no podia ser més desastrós: els soldats estaven famolencs, ferits, amb tifus i fred. Quan van perdre el darrer aeroport va ser el final. La majoria es va tancar a un supermercat amb soterrani anomenat Uvivermag. Els soldats ja no tenien moral combativa.
A més, la ciutat ja tenia un aspecte de tomba, amb una olor de descomposició cadavèrica que la cobria per complet. El 90% dels edificis estava destruït, sent l'escenari perfecte per inspirar l'infern de Dante. Finalment el 2 de febrer de 1943 uns soldats soviètics van baixar al soterrani on estava Paulus i la resta del 6è Exercit per oferir-li la rendició. Paulus acceptà.
Abans de marxar cap al captiveri, els mateixos soldats alemanys van haver de desenrunar la ciutat, recollir als seus camarades morts i apilant-los als afores per ser cremats. Després van marxar a Sibèria, morint molts d'ells en una caminada infernal, i després als camps de concentració i treball. Aproximadament van morir uns 150.000 soldats alemanys durant la batalla, sent capturats uns 250.000. Després de la guerra, amb prou feines uns 10.000 soldats van sobreviure per poder tornar.

### Captiveri, alliberament i mort
Paulus va ser fet presoner pels soviètics. Durant el seu captiveri, va criticar al règim nazi i s'uní al Comitè Nacional per una Alemanya Lliure, demanant la rendició als alemanys. Va actuar com a testimoni el 1946 durant els Judicis de Nuremberg.
Alliberat el 1953 (dos anys abans de la repatriació dels darrers presoners de guerra alemanys), va viure a Dresden (llavors a la República Democràtica Alemanya). Un parell d'anys després del seu alliberament, mentre exercia com a inspector de policia, desenvolupà distròfia muscular miotònica, una forma d'esclerosi que li causà la mort en una clínica de Dresden l'1 de febrer de 1957.

## Personalitat
Militar educat per a l'estricte compliment del deure, no tenia capacitat per qüestionar-se les decisions superiors. Tot i trobar-se de vegades en les situacions més inhòspites, Paulus sempre tenia molta cura del seu aspecte, fent servir guants blancs i apareixent en actitud de parada militar.
De personalitat reservada però molt honesta, es guanyà l'estima de tots aquells que van treballar a les seves ordres.
Paulus sempre abraçava els conceptes que semblaven complir amb l'ordre el deure a la Pàtria, i era un admirador incondicional del geni militar de Hitler.
No professava el sentiment nazi antisemita del seu antecessor al 6è Exèrcit, Walter von Reichenau, i de fet, tot just va assumir el comandament i se n'assabentà del grau de cooperació amb la Feldgendarmerie i els Einzastgruppen-Sonderkommandos, donà instruccions terminants de no involucrar-se amb les activitats d'aquests grups d'extermini. Davant les activitats d'aquests grups, Paulus adoptà l'actitud de mirar cap a l'altre costat i no interferir en la seva autonomia.
Sentia un profund amor cap a la seva família, en especial a la seva esposa Coca, qui no l'abandonà mai.
Respecte a la seva capacitat com a estrateg militar, Paulus mostrà la seva habilitat a encerclar i capturar les restes de l'exèrcit de Semion Timoixenko prop de Khàrkiv, emprant les maniobres del I Exèrcit de von Kleist. De mentalitat estrictament monolítica, Paulus era un home a qui li mancava qualsevol habilitat com a estrateg, però era en extrem diligent a complir les directives que se li imposaven, incapaç de prendre iniciatives en contra dels seus superiors.

## Condecoracions
- Creu de Cavaller de la Creu de Ferro amb Fulles de Roure

- Creu de Cavaller (1.099è), com a General der Panzertruppe i Oberbefehlshaber del 6è Exèrcit
- Fulles de Roure (178è) (15-1-1943) com a Generaloberst i Oberbefehlshaber del 6è Exèrcit

- Creu de Ferro 1914 de 1a Classe
- Creu de Ferro 1914 de 2a Classe
- Barra de 1939 a la Creu de Ferro 1914 de 1a Classe (27-09-1939)
- Barra de 1939 a la Creu de Ferro 1914 de 2a Classe (21-09-1939)
- Cavaller de l'Orde del Mèrit Militar de 4a classe amb espases (Baviera)
- Creu de Cavaller de 2a Classe de l'Orde del Lleó Lluitador amb Espases (Grossherzoglich-Baden)
- Creu del Servei Militar Distingit de 1a Classe de la Casa de Grossherzoglich (Mecklenburg-Schwerinsches)
- Creu del Servei Militar Distingit de 1a Classe de la Casa de Grossherzoglich (Mecklenburg-Schwerinsches)
- Creu d'Honor de la Casa de Herzoglich pel Mèrit de Guerra (Sajonia- Meiningisches)
- Creu Austro-Hongaresa del Mèrit Militar amb insígnia de guerra.
- Creu d'Honor 1914-1918
- Insígnia de 1a Classe del Llarg Servei a les Forces Armades (Creu dels 25 anys de Servei)
- Insígnia de 3a Classe del Llarg Servei a les Forces Armades (Medalla dels 12 anys de Servei)
- Medalla del 13 de març de 1938 (Annexió d'Àustria)
- Medalla de l'1 d'octubre de 1938 (Ocupació de Txecoslovàquia) amb la Barra del Castell de Praga
- Creu de l'Orde de la Creu de la Llibertat de 1a Classe amb Fulles de Roure i Espases (Finlàndia) (25-3-1942)
- Medalla de la Campanya d'Hivern a l'Est 1941/42
- Insígnia de Ferits, 1939 en Negre
- Orde de Miquel el Valent de 1º y 3a Classe (Romania) (5-2-1943)
- Butlletí de la Wehrmacht: 30-05-1942; 11-08-1942; 31-01-1943; 01-02-1943; 03-02-1943